# 沃夫基夫西克 (科明捷爾尼夫西克區)
46°49′32″N 30°52′52″E / 46.82556°N 30.88111°E
沃夫基夫斯凱（烏克蘭語：Вовківське）是位於烏克蘭西南部的村莊，由敖德萨州敖德萨区的多布羅斯拉夫市鎮負責管轄。該村始建於1849年，面積1.24平方公里，海拔高度49米，2001年人口620，人口密度每平方公里500人。